# 威震八方
是一部2004年4月2日上映于美国的动作片。本片是1973年英文同名電影《勢不兩立》的重拍版。主演是巨石强森和強尼·諾克斯維爾。

## 剧情
美国前陆军特种部队兵克里斯·沃恩（巨石强森饰演）返回到自己的家乡华盛顿州的小镇吉赛普，准备找工作。他发现当地的木材厂已经关闭了三年，取而代之的是他的同学杰伊·汉密尔顿（尼尔·麦克唐纳饰演）开的大赌场。一日，他的同学雷·普顿和其他人为他举行欢迎聚会，来到汉密尔顿的赌场玩乐，眼尖的克里斯发现赌场投掷骰子的裁判玩老千，于是愤愤不平地提出控诉，不料引发一场恶斗，最后克里斯被击晕，被赌场中的暴徒用刀片切开胸部，扔在了公路上，幸亏医院拯救及时，才得以活命。伤好之后，克里斯去警长那儿报案，警长（迈克尔·鲍文饰演）却不接受他的案子。因为镇上的经济来源都是赌场，赌场被看做“禁飞区”。不久之后，克里斯的侄子皮特（克里奥·托马斯饰演）也因为吸毒差点丧命，而毒品正是来自赌场，他拿着一根木棒去了赌场，把保安和赌场砸了个稀巴烂，在他发泄完的归途中，他被警长拦住。
随后，克里斯在法庭上成了赌场的被告，最终还是判决其无罪释放，克里斯还当选了镇上的警长。他找到自己的老同学雷·普顿（约翰尼·纳什维尔）任命其做副警长，两人开始整顿镇上的社会秩序，并且着手处理赌场。
赌场老板杰伊按耐不住愤怒的怒火，带着保安冲到警察所，用机关枪开始向室内扫射，一部人则跑到克里斯家里抓捕他的亲属，受过特种训练的克里斯一枪一个，把包围他的人全部解决，而冲进克里斯家里的人也被他的副手雷·普顿解决了。小镇又恢复了安静的生活。

## 演员
| 演员            | 角色          | 备注                                                           |
| 巨石强森        | 克里斯·沃恩   | 美国前陆军特种部队兵，后来成为小镇吉赛普的警长                 |
| 约翰尼·纳什维尔 | 雷·普顿       | 克里斯的同学，曾因为吸毒蹲监狱两年，后来成为小镇吉赛普的副警长 |
| 尼尔·麦克唐纳   | 杰伊·汉密尔顿 | 克里斯的同学，小镇吉赛普的赌场老板                             |
| 迈克尔·鲍文     |               | 小镇吉赛普的警长，后来在竞选中失败成为平民                     |
| 克里奥·托马斯   | 皮特          | 克里斯的侄子                                                   |
| 克里丝滕·威尔逊 | 米歇尔·沃恩   | 克里斯的妹妹                                                   |
| 凯文·杜兰       | 布斯          |                                                                |

## 评价
该片的评价多数是负面的，知名网站烂番茄只有24%的正面评价。
尽管评价很差，但是票房收入却非常可观，它在全世界的票房收入共计$57,223,890，而预算只花费了$46,000,000。